# Hexolobodon phenax
Hexolobodon phenax (Miller, 1929) era un roditore diffuso nell'isola di Santo Domingo e nell'isola di Gonâve (Haiti), attualmente estinto.